# Кербишли, Эллисон
Эллисон Кербишли (англ. Allison Curbishley; род. 3 июня 1976, Стоктон-он-Тис, Кливленд) — британская легкоатлетка, специалистка по спринту и барьерному бегу. Выступала на профессиональном уровне в 1993—2002 годах, обладательница бронзовой медали чемпионата Европы, чемпионка Всемирной Универсиады, серебряная призёрка Игр Содружества, победительница Кубка Европы, участница двух летних Олимпийских игр.

## Биография
Эллисон Кербишли родилась 3 июня 1976 года в городе Стоктон-он-Тис, графство Дарем.
Впервые заявила о себе в лёгкой атлетике на международном уровне в сезоне 1993 года, когда вошла в состав британской сборной и выступила на юниорском европейском первенстве в Сан-Себастьяне, где в зачёте бега на 400 метров с барьерами стала седьмой.
В 1994 году бежала 400 метров с барьерами и эстафету 4×400 метров на юниорском мировом первенстве в Лиссабоне.
В 1995 году в эстафете 4×400 метров заняла четвёртое место на чемпионате мира в помещении в Барселоне. На юниорском европейском первенстве в Ньиредьхазе была шестой в беге на 400 метров и третьей в эстафете 4×400 метров.
В 1996 году в эстафете 4×400 метров стала пятой на Кубке Европы в Мадриде. Благодаря череде успешных выступлений удостоилась права защищать честь страны на летних Олимпийских играх в Атланте — вместе с соотечественницами стартовала в программе эстафеты 4×400 метров, но в финал не вышла.
На Кубке Европы 1997 года в Мюнхене заняла в эстафете 4×400 метров третье место. На впервые проводившемся молодёжном европейском первенстве в Турку превзошла всех соперниц в индивидуальном беге на 400 метров и одержала победу в эстафете 4×400 метров. На чемпионате мира в Афинах дошла до полуфинала на дистанции 400 метров, показала четвёртый результат в эстафетной гонке. Будучи студенткой, представляла Великобританию на Всемирной Универсиаде в Катании, где в 400-метровой дисциплине завоевала золотую награду.
В 1998 году в беге на 400 метров финишировала третьей на Кубке Европы в Санкт-Петербурге, одержала победу на чемпионате Великобритании в Бирмингеме, в составе сборной Шотландии получила серебро на Играх Содружества в Куала-Лумпуре, установив при этом свой личный рекорд — 50,71. На чемпионате Европы в Будапеште была пятой в дисциплине 400 метров и третьей в эстафете 4×400 метров.
В 2000 году в эстафете 4×400 метров стала третьей на Кубке Европы в Гейтсхеде. Принимала участие в Олимпийских играх в Сиднее — в дисциплине 400 метров остановилась на стадии четвертьфиналов, в эстафете 4×400 метров заняла в решающем забеге шестое место.
На Кубке Европы 2001 года в Бремене в беге на 400 метров пришла к финишу пятой.
На протяжении большей части карьеры Кербишли страдала от проблем с коленом, перенесла в общей сложности шесть операций, и в 2003 году из-за этой травмы вынуждена была объявить о завершении спортивной карьеры.
Окончила Бирмингемский университет, получив степень в области спортивных наук. Впоследствии работала комментатором на спортивных телеканалах BBC. Состояла в отношениях со своим тренером, известным британским бегуном Стивом Крэмом, с которым проживала в Нортамберленде.